# フェムトセル

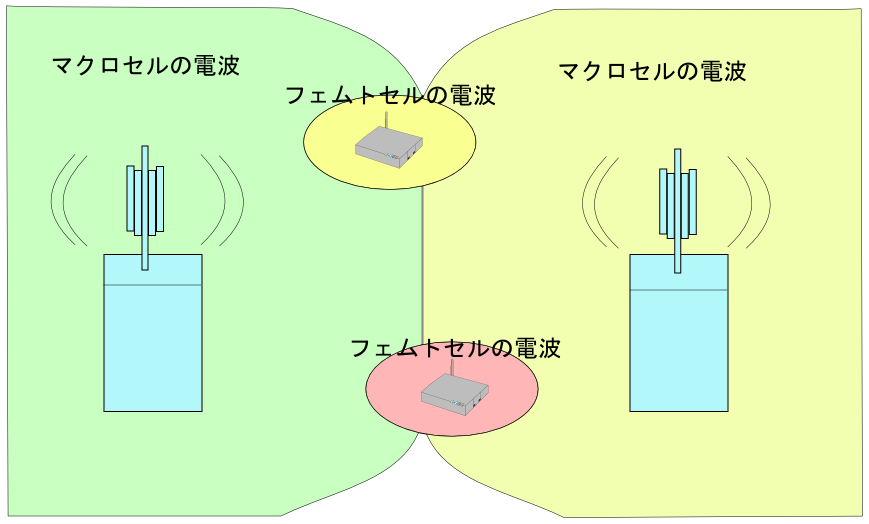

フェムトセル (femtocell) とは、半径数メートルから数十メートルの極めて小さな無線通信エリア、または通信エリアを構築するモバイル基地局である。

## 概要
従来のモバイル基地局は、多くが半径数百mから十数kmの通信エリアを構築して「マクロセル」と称される。電波干渉が起こりやすい隣接するマクロセル間の境界領域や、電波が届きにくい地下などは通信品質が劣化しやすい。NTTドコモは「ナノセル」や「ピコセル」と称する、マクロセルに比べれば小さな通話エリアの小型基地局を設置して対応したが、十分に対策できない地点が残る。フェムトセルは残された場所の通信品質改善に用いることができる。ナノは10のマイナス9乗、ピコは10のマイナス12乗、フェムトが10のマイナス15乗を意味する接頭語である。フェムトセルは屋内で通信可能エリアと通信データ容量に対応し、モバイルキャリアは新サービスと経費削減が期待できる。
フェムトセルは固定通信と移動体通信を融合する技術 (FMC : Fixed Mobile Convergence) の利点を提供するための一つの手段でもある。殆どのFMCの設計はWi-Fiアクセス・ポイントと連動することができる新しいモバイルデバイスを必要としているが、フェムトセルの場合は、フェムトセルの設置は必要となるものの、既存のモバイルデバイスを用いてサービスを受けることができる。

## アーキテクチャ

### Home Node B (HNB)
2008年5月、3GPPは採用するフェムトセル・ネットワーク・アーキテクチャを決定した。Cellular Base Station'、Collapsed StackおよびUMA/GANを含むアーキテクチャが候補として残され、最終的には、Collapsed StackとUMA/GANの両手法に基づくHome Node B (HNB) アーキテクチャが選定された。
2015年現在では、3GPPでは3GフェムトセルをHome Node B (HNB)と呼称し、LTEフェムトセルをHome eNode (HeNB)と呼称している。 

### 回線
フェムトセルよりも電波出力が大きいが、従来のマクロセルよりは電波出力の小さいものをピコセルと呼ぶ。フェムトセルとピコセルには電波出力以外に使用する有線回線に大きな違いがある。ピコセルの場合、キャリアのコアネットワークと直結(HNBならRNCに、HeNBならMMEに専用回線で接続)しているのに対し、フェムトセルの場合は一般的なインターネットサービスプロバイダーのブロードバンド回線を経由する。このアーキテクチャの深刻な欠点は、強固なセキュリティで保護されなければならないモバイル通信のパケットが一般のインターネットアクセスのためのパケットと同一の物理回線を共有してしまう点にある。このため、フェムトセルは強靭なIPsecなどの技術によってセキュリティを担保する必要がある。

## 課題
システム展開の解決策として可能性も見られるが、多くの問題がある。 

### 干渉
フェムトセルの設置により、既存の通信エリアと干渉する問題がある。
フェムトセルの「下層ネットワーク」固有の周波数帯が無く、あるいはより広いネットワークの中で細心の注意を払った周波数帯計画が無ければ、フェムトセルは酷い干渉問題を被る可能性の問題がある。マクロセル・ネットワークから家庭のフェムトセル・アクセス・ポイントへの切り替え（ハンドオーバー）で、考慮に入れなければならない規格に制限事項が定められている。例えば、（2Gおよび3G標準のための）RAN ハンドオーバー・アルゴリズムには、携帯電話端末がどれだけ走査、測定、そして通過できるか、隣接セル・サイトの数（通常16）に制限がある。さらに、単一周波数CDMAシステムが操作されている場合（マクロセル・ネットワークとフェムトセル・ネットワークが同じ周波数帯を利用する場所、典型的には一つの3G周波数帯だけを許可された多数の通信事業者による状況）、マクロセルとフェムトセルの電力制御アルゴリズムは干渉を起こす可能性がある。例えば、携帯電話端末がマクロセル装置の通話地域にいる間に、CDMAシステムに固有の遠近問題に対する電力制御の一部として、携帯電話端末がフェムトセルへの送信電力を増加する場合が挙げられる。マクロセルの場での高出力送信機は周波数が共有されるため結果として干渉者として働きをする。最後に、通話地域の問題がある。高層の宿泊施設で、別の階に居るフェムトセルの利用者が他の利用者に干渉を起こす可能性がある。この問題に対して幾つかの部分的な解決策があるが、しかし主として干渉を防止する唯一の方法は、特にCDMAを展開するため、フェムトセルの通話地域に対して異なった周波数を使う事である。その部分的な解決策は、明らかに性能とのトレードオフがあるが、3G設定パラメータで利用可能なmode-2 fixed power optionを利用する事が含まれる。それは携帯電話端末の出力が増加する事と干渉を引き起こす事を防ぐ。
多くの製造供給元がこの問題に対処するための高度なアルゴリズムを開発したと報じられ、通信事業者によるモデル化はこれが実行可能である事を示している。現在実施されている試験はそれらの技術を試験する事と、どの状況下のどの程度の干渉が問題であるか測定する事を目的とする。「PIMRC 07」のための論文で、オルガー・クラウセン (Holger Claussen) はUMTSフェムトセル／マクロセル干渉問題について述べ、干渉を管理するために「自動設定や公衆アクセスなどの必要不可欠な条件」が必要であると結論を下している。この場合「公衆アクセス」は、同じ周波数を使う（すなわち同じ通信事業者の）全ての展開済みフェムトセルは、誰からのアクセスでも認める必要がある。同時に、利用者がDSLやケーブルによるバックホール接続の代価を支払っていれば上位接続問題がある。これは低コスト呼び出しによって相殺できる可能性があると論文で提案されている。その他の論文でLester T. W. Hoとオルガー・クラウセンは干渉を軽減するためにフェムトセル出力レベルを自動設定するための前提条件を示している。クラウセンの最初の論文では、アルゴリズムはマクロセル送信出力の知識を必要とする。それはフェムトセルを中心に（フェムトセルへの見通し距離を）構成する事を通信事業者に要求し、そしてそれはフェムトセルが設置された場所の知識を必要とする。彼の第二の論文では、Lester T. W. Hoはマクロセルとフェムトセル間の切り替えメッセージに起因し増加するネットワーク・トラフィックの問題を強調している。
3GPP会議は以下報告した「これまで調査された範囲に対して、公開アクセス用に同一チャネルで配置する事は実現可能である。非公開アクセスについては、これまで行われた分析では、もし適応可能な干渉緩和技術が使われるなら同一チャネルで配置する事は実現可能である、という事を示している。マクロ層における HNB (Home NodeB) 性能と影響の間のトレード・オフを要約するために、また許容できるトレード・オフを特定できるかどうか決定するために、追加研究が必要である。」
多くの会社は、測定、同期、および近所の基地局の隣接リストを作成するため、無線端末 (UE : User Equipment) としてフェムトセルを使う手法を使っている。この情報から、既存のインフラストラクチャに干渉する事を避けるために、出力、拡散符号およびその他の要素は決定し解決する事ができる。

### 帯域
アクセス・ポイント基地局（以後、基地局と表記）は認可された帯域で作動する事が重要である。手数料方式で通信事業者へ帯域割当てが認可される時、設備の配置は免許の厳格な要求を満たさなければならない。帯域を最も有効に利用するため、通信事業者は周波数および与えられた周波数の量で最大限カバーするように最適化するセル（通話区画）計画ツールを利用する。想定外の場所に位置するAP基地局は他の緊密に位置する基地局に干渉する可能性があるため、顧客へ直接販売され認可された帯域を使うAP基地局の採用は、周波数とセル計画に影響がある。

### セル自律形成
ユーザによりAP基地局が自由設置される場合には、AP基地局は周辺環境を自動認識し、他のAP基地局と協調してその勢力範囲（無線セル）を調整する必要がある。

### アクセス制御
近くの携帯機器がもう1つの近くのフェムトセルを使っているネットワークに接続する時に何が起こるか、未然に防止できる方法に関連する問題もある。

### 合法的傍受
AP基地局は、他の全ての公共通信システムと同様に、合法的傍受 (Lawful interception) の基準に適合する事が必要とされる。

### 設備の位置
その他、通信事業者が各AP基地局の位置を正確に示せる事、および設備が登録された位置を救急隊に提供するE911要件に関する規制の課題は、殆どの国の要件に関連している。例えば、家庭に設置するため顧客に販売されたAP基地局の設置場所に関わる問題がある。さらに、ある顧客は認可されていない国に基地局を運ぼうとする可能性がある。設備が別の国へ移動された時にフェムトセルの動作を停止するため、設備に内蔵したGPSを使っているメーカー（Ubicell参照）があるが、弱い信号のため、屋内で位置情報を失するために議論がある。

### ネットワーク統合
運用または配置の観点から、ネットワーク統合の分野は考慮する必要がある重要分野の1つである。従来のセルラーネットワークは相対的に少数（数千、数万）の基地局に対応して設計されており、数百万もの民生AP基地局のフェムトセルの展開は、この規模に対応するためには異なったアーキテクチャを必要とする。同一チャネルでマクロセル／フェムトセルを配置する結果として、通信量が増加する問題はLester T. W. Hoとオルガー・クラウセンの論文によって議論されている。

### 緊急通報
米国では、AP基地局が音声通話を伝えて以来、AP基地局にもVoIP電話事業者と同様に、911、999、112といった緊急通報を提供する事が必要とされている。このサービスは現在の有線電話システムと同様の利便性に関する要求を満たさなければならない。既存の電話回線への代替機能や予備電源など、これを達成する方法がいくつかある。

### サービス品質
イーサネットやADSLの家庭用バックホール接続を利用する時、AP基地局は一般にインターネット・ブラウジング、ゲーム・コンソール、セットトップボックス、およびtriple-play装置など、その他のサービスと同時に上位接続の帯域幅を共有するか、または代わりに統合装置でこれらの機能を直接入れ替える必要がある。開発されている設計の主流である帯域幅を共有する手法は、サービス品質 (QoS) 上の影響が問題となる可能性がある。

### スペクトルの正確さ
米国の事情は、FCC/RAスペクトルマスク要求を満たすために、AP基地局は高精度にRF信号を発生させなければならない。典型的には約10億分の50ppb以上が求められる。この精度を満たしてから恐らく12か月より長期間に渡りOCXO（恒温槽付水晶発振器）を必要とするが、この発振器は高価で、1 - 2年ごとに較正を必要とするので、長期に渡りこれを維持するのは経済的負担がある。より廉価なTCXO（Temperature Compensated Xtal Oscillator、温度補償水晶発振器）では、半年から1年半のあいだは正確である。 
この精度維持の問題解決には、1年半後に使い捨て、又は、取り替え可能な装置とする事で維持経費を節約するか、あるいは外部の正確な信号で発信器を常に調整する事である。これは簡単ではないが、IEEE 1588によるネットワーク経由の時刻同期標準などの技術が1つの解決策となるかもしれず、マスタークロックの位置によっては、100ナノ秒の精度（標準偏差）を提供する可能性がある。Network Time Protocol (NTP) も周波数の安定性を提供するための実現可能な解決策として一部の開発者によって追求されている。従来、マクロセルの基地局は同期のためにGPSのタイミングを頻繁に使い、発信機の調整に使う事ができる。家庭内のフェムトセルは、費用と良好で確実なGPS対応に難が見られる。
標準化団体は、この挑戦と装置費用上の意味合いを認識していた。たとえば、3GPPはRelease 6で屋内基地局の精度を50ppbから100ppbに緩和し、Release 8の「Home NodeB」のためさらに250ppbへ緩和する事を提案した。

### ハンドオーバー
利用者がシステムから最適なデータ信号速度を確実に得るため、携帯機器はフェムトセルの領域内に居る場合には、外部のマクロセル基地局から十分な信号があっても、フェムトセルに接続する方法で知る必要がある。フェムトセルからより広域のマクロセルへのハンドオフと、逆のハンドオフは複雑である。

## エアー・インターフェース (Air Interface)
移動体通信において端末と基地局間を1対1に接続するためのインターフェース規約をエアー・インターフェースと呼ぶ。欧米における移動体通信の商業的な関心はUMTSが注目を集めていた模様だが、エアー・インターフェースの概念はその他のシステムにおいても等しく応用できる。実際、初の商業展開はCDMA2000 Airaveで行われた。GSM、TD-SCDMA、WiMAX、およびLong Term Evolution (LTE) のフェムトセルも開発が進められている。LTE研究委員会 (SG : Study Group) はフェムトセル (Home eNode B) を重点領域であると確認した。

## 展開
米国において、現在最も重要な展開はスプリントによるものである。どのスプリント携帯電話機でも通話できる、Sprint AIRAVEと呼ばれるサムスン電子製家庭向けフェムトセルの（デンバーとインディアナポリスに）限定した公開が、2007年第三四半期に始まった。2008年8月17日現在、Airaveは全国的な規模で公開された。 
その他に、O2、ソフトバンク、テリア・ソネラおよびボーダフォンなど、多くの通信事業者が2008年に実地試験を行う意向を表明した。
2008年は主として実地試験が緩やかに始まり、2009年には商用サービスが始まるだろうと、殆どのアナリストの意見は一致している。

## 基地局
フェムトセルの基地局は一般的には住宅や中小企業の環境で使うために設計されており、フェムトセルは（DSLやケーブルなどの）ブロードバンド回線を通してサービス・プロバイダのネットワークへ接続し、住宅向きの設定では通常2台から5台の携帯電話に対応する。
フェムトセルの基地局は基地局の機能を内蔵するが、より単純で自己完結した展開を可能にするため、基地局の機能を拡張する。例えば、UMTSフェムトセルは、Node B、Radio Network Controller (RNC)、GPRS Support Node (GSN) と、（基幹通信網へ接続する）バックホール回線のためのイーサネットを含む。UMTSに多くの注目が集まるが、その概念はGSM、CDMA2000（CDMA2000 1xを含む）、TD-SCDMA、そしてWiMAXソリューションを含む全ての標準に適用可能である。 

## 日本におけるフェムトセル事情
2008年（平成20年）9月18日に総務省令電波法施行規則が改正され、第33条第6号(1)に「フェムトセル基地局」が規定された。以後、改正を繰り返し、
2012年（平成24年）9月26日からは「第15条の2第2項第2号に規定するものであつて、設備規則第49条の6の4第1項及び第3項、第49条の6の5第1項及び第3項、第49条の6の9第1項及び第3項、第49条の6の10第1項及び第5項、第49条の28第1項、第2項、第5項及び第7項又は第49条の29第1項、第2項、第5項及び第7項に規定する技術基準に適合する無線設備を使用する」基地局と規定される。
電波法施行規則の「第33条第6号」は、無線従事者を要しない「簡易な操作」で「無線局（適合表示無線設備のみを使用するものに限る。）の無線設備の外部の転換装置で電波の質に影響を及ぼさないものの技術操作」を、「第15条の2」は、特定無線局の対象とする無線局を規定するものである。
つまり、携帯電話端末と同様、利用者は免許や資格を意識することなく利用できるものである。
同時に「第15条の2第2項第2号」には、「屋内その他他の無線局の運用を阻害するような混信その他の妨害を与えるおそれがない場所に設置する基地局」とあるので、電気通信事業者が屋外の基地局等に混信などがおこらないことを調査した後でないと利用できず、設置する場所も制限される。
「設備規則」とは無線設備規則のことであり、
第49条の6の4は「符号分割多元接続方式携帯無線通信」、
第49条の6の5は「時分割・符号分割多重方式携帯無線通信」、
第49条の6の9と第49条の6の10は「シングルキャリア周波数分割多元接続方式携帯無線通信」、
第49条の6の28は「直交周波数分割多元接続方式広帯域移動無線アクセスシステム」、
第49条の6の29は「時分割・直交周波数分割多元接続方式又は時分割・シングルキャリア周波数分割多元接続方式広帯域移動無線アクセスシステム」を指す。
前三者の「携帯無線通信」とは携帯電話用を意味し、各々cdmaOne、W-CDMAとCDMA2000、SC-FDMAの各方式、
後二者の「広帯域移動無線アクセスシステム」とは、各々OFDMA、TD-OFDMA又はTD-SCOFDMAの各方式のことである。
空中線電力は携帯電話用が最大100mW、無線アクセス用が最大200mWと規定されている。
基地局は電波法施行規則第4条第1項第6号による定義から陸上移動局としか通信できず、交換設備までは有線通信による。
具体的には利用者がブロードバンド回線へ接続できる状況にあることが必須となる。

### 携帯電話事業者の動向
NTTドコモ
- 2007年（平成19年）秋頃より開発を始めた[23]。
- 2009年（平成21年）11月18日よりマイエリアサービスを開始[24]。
- 2012年9月30日 マイエリアサービスを終了[25]。但し、圏外対策としてのフェムトセル提供は継続する[26]。
- 2012年12月 世界初となるLTE/3Gの両方式に対応したXiフェムトセルを提供開始[27]。当初はVoLTEでの通話に対応していなかったが[28]、2018年半ばごろから対応している[29][30]。

ソフトバンク
- 2007年6月28日に総務省より2007年6月から12月の期間の実験局（現実験試験局）の免許を取得[31]。ベンダー8社が参加した実証実験を2007年の6月から行い、英アイピー・アクセス、英ユビキシス、米モトローラの小型基地局での利用実験をメディアに公開した。
- 2009年春より岡山県新見市にて実証実験を行う[32]。
- 2010年（平成22年）5月10日より受付開始[33]。
- ホームアンテナFTの名称にてサービス中で、ドコモやauと比較し利用可能な回線が圧倒的に多く、ブロードバンド回線の無い利用者には無料でADSL回線を用意する[34]。
- 2017年より4G LTEおよびVoLTEに対応したホームアンテナFT（4G LTE）を提供開始。3G (W-CDMA) での通信や通話には対応しない。
- 2018年04月09日 3G版ホームアンテナFTの新規受付を終了し、設置に至っては2018年06月末日までに行わないものをキャンセルとするとした。

KDDI (au)
- 従前のKDDIは、フェムトセルの研究はしているが、様々な問題から採用には消極的な姿勢を見せていた[35]。
- 2009年4月1日から3日にかけて米国ラスベガスで開催されたCTIA Wireless 2009において、KDDIと関わりの深い日立製作所（2009年当時）が1xEV-DO Rel.0／Rev.A両対応版のフェムトセルを開発[36]していると発表。
- 2010年2月2日、夏以降にauフェムトセルサービスを開始と発表[37][38]。
  - 当初は利用条件としてauひかり回線が必要であった。
  - 対応音声用端末に関しては、P001およびS002および法人向けを除き、iidaおよびIS series（個人向けスマートフォン・スマートブック）を含む2009年春モデル以降の個人向けau 3G端末が対応する。2009年春モデルから2010年春モデルまでについては別途ケータイアップデートにて対応。2010年夏モデル以降については標準で対応する。
- 2010年10月よりサービスを開始。
  - auひかりのほか、電力系通信事業者や提携ケーブルテレビなどのauフェムトセル対応のブロードバンド回線への加入が条件[39]となる。
  - 契約できるのは、設置希望場所の電波環境調査を行った上でau側が設置可能と判断した場合のみで、希望者全てが契約できるわけではない。
  - 設置可能な場合は再度の電波調査を行った上で申請手続きを行い開通するまでにおよそ40日前後かかる。
- 2014年12月12日よりau 4G LTEおよびau VoLTEに対応したauフェムトセル (VoLTE)を提供開始[40]。au 3G (CDMA2000) での通信や通話には対応しない。
  - auフェムトセル(3G)の対応回線に加えてNTT東西のフレッツ光にも対応した。
- 2016年3月31日 auフェムトセル(3G)の受付を終了。

楽天モバイル
- 2020年4月8日、無線LANルーター機能付きの小型LTEフェムトセル「Rakuten Casa」を発売。（自社の光ブロードバンド通信サービス「楽天ひかり」契約者向け）[41]。販売費用に対してRポイントバックをおこなっているため実質無料で提供している。
  - 当初は、楽天ひかりと楽天のプロバイダが必須条件だったが、楽天モバイルの指定する光回線及びプロバイダ加入者に提供する。
- 2022年夏、法人向けに「Rakuten Casa 6」を追加。